# Apechthis taiwana
Apechthis taiwana là một loài tò vò trong họ Ichneumonidae.